# México en la Copa América 2024
La selección de México fue uno de los 16 equipos participantes en la Copa América 2024, torneo continental que se llevó a cabo entre el 20 de junio y el 14 de julio en los Estados Unidos. Fue la decimoprimera participación de México.
Formó parte del Grupo B, junto a Ecuador, Venezuela y Jamaica.
El primer partido fue contra la selección de Jamaica, el cual terminó en una victoria de la Tri por 1-0, con un gol de Gerardo Arteaga, que sería el único gol de México en toda la Copa. En la segunda fecha se enfrentaron a Venezuela, partido el cual perdió México por el mismo marcador, tras un penal marcado por Salomón Rondón. En consecuencia de la derrota, para clasificar a cuartos de final, México debía vencer a Ecuador en la tercera fecha obligatoriamente, ya que el equipo tenía los mismos puntos, pero una mayor diferencia de gol, así que cualquier resultado que no sería una victoria los eliminaría tempranamente. Al final, México no logró ganarle a Ecuador, tras un empate sin goles, y quedó eliminada al quedar tercera de grupo.

## Clasificación
La selección de México inició su camino a la Copa América desde la segunda ronda de la Liga A de la Liga de Naciones de la Concacaf. Por ser uno de los cuatro mejores ubicados en el ranking de Concacaf del mes de marzo de 2023, Estados Unidos avanzó directamente a los cuartos de final. Los encuentros se jugaron en noviembre de 2023 en juegos de ida y vuelta, tras resultar ganador de la llave ante Honduras en los tiros desde el punto penal, avanzó a las finales de la Liga de Naciones y clasificó a la Copa América 2024.

### Partidos
| Fecha                   | Lugar            | Jornada                   | Local    | Resultado    | Visitante |
| ----------------------- | ---------------- | ------------------------- | -------- | ------------ | --------- |
| 17 de noviembre de 2023 | Tegucigalpa      | Cuartos de final - Ida    | Honduras | 2:0 (1:0)    | México    |
| 21 de noviembre de 2023 | Ciudad de México | Cuartos de final - Vuelta | México   | 2:0 (4:2 p.) | Honduras  |

## Preparación

### Partidos oficiales
| Liga de Naciones de Concacaf Semifinales; 21 de marzo de 2024 | Panamá | 0:3 (0:2) | México                                    | AT&T Stadium, Arlington  |                          |
| 21:15 (UTC-5)                                                 |        | Reporte   | - Álvarez 40' - Quiñones 43' - Pineda 67' | Árbitro(s): Walter López | Árbitro(s): Walter López |

| Uniformes | Uniformes |
| --------- | --------- |
|           |           |

| Liga de Naciones de Concacaf Final; 24 de marzo de 2024 | México | 0:2 (0:1) | Estados Unidos          | AT&T Stadium, Arlington  |                          |
| 20:15 (UTC-5)                                           |        | Reporte   | - Adams 45' - Reyna 63' | Árbitro(s): Drew Fischer | Árbitro(s): Drew Fischer |

| Uniformes | Uniformes |
| --------- | --------- |
|           |           |

### Amistosos previos
Datos correspondientes al periodo entre la finalización de la Copa de Oro de la Concacaf 2023  y el inicio de la Copa América 2024
| 9 de septiembre de 2023 | México                            | 2:2 (0:1) | Australia                        | AT&T Stadium, Arlington    |                            |
| 21:00 (UTC-5)           | - Jiménez 69' (pen.) - Huerta 83' | Reporte   | - Souttar 16' - Boyle 63' (pen.) | Árbitro(s): Rubiel Vázquez | Árbitro(s): Rubiel Vázquez |

| Uniformes | Uniformes |
| --------- | --------- |
|           |           |

| 12 de septiembre de 2023 | México                          | 3:3 (1:2) | Uzbekistán                                             | Mercedes-Benz Stadium, Atlanta |                          |
| 19:00 (UTC-5)            | - Jiménez 21', 81' - Antuna 88' | Reporte   | - Abdikholikov 18' - Turgunboev 45+1' - Shukurov 90+2' | Árbitro(s): Víctor Rivas       | Árbitro(s): Víctor Rivas |

| Uniformes | Uniformes |
| --------- | --------- |
|           |           |

| 14 de octubre de 2023 | México                    | 2:0 (0:0) | Ghana | Bank of America Stadium, Charlotte |                           |
| 21:00 (UTC-4)         | - Lozano 57' - Antuna 72' | Reporte   |       | Árbitro(s): Joe Dickerson          | Árbitro(s): Joe Dickerson |

| Uniformes | Uniformes |
| --------- | --------- |
|           |           |

| 17 de octubre de 2023 | México                        | 2:2 (1:1) | Alemania                     | Lincoln Financial Field, Filadelfia |                            |
| 20:00 (UTC-4)         | - Antuna 37' - É. Sánchez 47' | Reporte   | - Rüdiger 25' - Füllkrug 51' | Árbitro(s): Rubiel Vázquez          | Árbitro(s): Rubiel Vázquez |

| Uniformes | Uniformes |
| --------- | --------- |
|           |           |

| 16 de diciembre de 2023 | México                     | 2:3 (1:0) | Colombia                                 | Los Angeles Memorial Coliseum, Los Ángeles |                          |
| 16:00 (UTC-8)           | - Govea 40' - Martínez 50' | Reporte   | - Reyes 55' - Martínez 69' - Gómez 90+2' | Árbitro(s): Víctor Rivas                   | Árbitro(s): Víctor Rivas |

| Uniformes | Uniformes |
| --------- | --------- |
|           |           |

| 31 de mayo de 2024 | México      | 1:0 (0:0) | Bolivia | Soldier Field, Chicago   |                          |
| 20:30 (UTC-5)      | Álvarez 47' | Reporte   |         | Árbitro(s): Yusuke Araki | Árbitro(s): Yusuke Araki |

| Uniformes | Uniformes |
| --------- | --------- |
|           |           |

| 5 de junio de 2024 | México | 0:4 (0:3) | Uruguay                              | Empower Field, Denver     |                           |
| 19:00 (UTC-6)      |        | Reporte   | - Núñez 7', 44', 49' - Pellistri 26' | Árbitro(s): Oshane Nation | Árbitro(s): Oshane Nation |

| Uniformes | Uniformes |
| --------- | --------- |
|           |           |

| 8 de junio de 2024 | México                                  | 2:3 (0:1) | Brasil                                                        | Kyle Field, College Station |                           |
| 19:30 (UTC-5)      | - Yan Couto 73' (a.g.) - Martínez 90+2' | Reporte   | - Andreas Pereira 5' - Gabriel Martinelli 54' - Endrick 90+6' | Árbitro(s): Lukasz Szpala   | Árbitro(s): Lukasz Szpala |

| Uniformes | Uniformes |
| --------- | --------- |
|           |           |

## Plantel

### Lista de convocados
Entrenador:  Jaime Lozano
| No. | Pos. | Jugador               | Fecha de nacimiento (edad)         | Apa. | Goles | Club                    |
| --- | ---- | --------------------- | ---------------------------------- | ---- | ----- | ----------------------- |
| 1   | POR  | Julio González        | 23 de abril de 1991 (33 años)      | 2    | 0     | C. Universidad Nacional |
| 2   | DEF  | Jorge Sánchez         | 10 de diciembre de 1997 (26 años)  | 41   | 1     | F. C. Porto             |
| 3   | DEF  | César Montes          | 24 de febrero de 1997 (27 años)    | 44   | 1     | U. D. Almería           |
| 4   | MED  | Edson Álvarez         | 24 de octubre de 1997 (26 años)    | 78   | 5     | West Ham United F. C.   |
| 5   | DEF  | Johan Vásquez         | 22 de octubre de 1998 (25 años)    | 23   | 1     | Genoa C. F. C.          |
| 6   | DEF  | Gerardo Arteaga       | 7 de septiembre de 1998 (25 años)  | 24   | 1     | C. F. Monterrey         |
| 7   | MED  | Luis Romo             | 5 de junio de 1995 (29 años)       | 46   | 3     | C. F. Monterrey         |
| 8   | MED  | Charly Rodríguez      | 3 de enero de 1997 (27 años)       | 50   | 0     | C. F. Cruz Azul         |
| 9   | DEL  | Julián Quiñones       | 24 de marzo de 1997 (27 años)      | 5    | 2     | C. América              |
| 10  | DEL  | Alexis Vega           | 25 de noviembre de 1997 (26 años)  | 29   | 6     | Deportivo Toluca F. C.  |
| 11  | DEL  | Santiago Giménez      | 18 de abril de 2001 (23 años)      | 27   | 4     | Feyenoord               |
| 12  | POR  | Carlos Acevedo        | 19 de abril de 1996 (28 años)      | 6    | 0     | C. Santos Laguna        |
| 13  | DEF  | Jesús Orozco Chiquete | 19 de febrero de 2002 (22 años)    | 3    | 0     | C. D. Guadalajara       |
| 14  | MED  | Érick Sánchez         | 27 de septiembre de 1999 (24 años) | 27   | 3     | C. F. Pachuca           |
| 15  | DEL  | Uriel Antuna          | 21 de agosto de 1997 (26 años)     | 61   | 13    | C. F. Cruz Azul         |
| 16  | MED  | Jordi Cortizo         | 30 de junio de 1996 (27 años)      | 4    | 0     | C. F. Monterrey         |
| 17  | MED  | Orbelín Pineda        | 24 de marzo de 1996 (28 años)      | 70   | 10    | AEK de Atenas           |
| 18  | DEL  | Marcelo Flores        | 1 de octubre de 2003 (20 años)     | 3    | 0     | Tigres de la UANL       |
| 19  | DEF  | Israel Reyes          | 23 de mayo de 2000 (24 años)       | 15   | 2     | C. América              |
| 20  | DEF  | Brian García          | 31 de octubre de 1997 (26 años)    | 1    | 0     | Deportivo Toluca F. C.  |
| 21  | DEL  | César Huerta          | 3 de diciembre de 2000 (23 años)   | 8    | 1     | C. Universidad Nacional |
| 22  | DEL  | Guillermo Martínez    | 15 de marzo de 1995 (29 años)      | 3    | 2     | C. Universidad Nacional |
| 23  | POR  | Raúl Rangel           | 25 de febrero de 2000 (24 años)    | 1    | 0     | C. D. Guadalajara       |
| 24  | MED  | Luis Chávez           | 15 de enero de 1996 (28 años)      | 31   | 4     | F. C. Dinamo Moscú      |
| 25  | MED  | Roberto Alvarado      | 7 de septiembre de 1998 (25 años)  | 44   | 5     | C. D. Guadalajara       |
| 26  | DEF  | Bryan González        | 10 de abril de 2003 (21 años)      | 1    | 0     | C. F. Pachuca           |

## Participación
- Los horarios son correspondientes al huso horario de cada sede.

### Partidos
| Fecha       | Ciudad    | Instancia      | Local     |                      | Resultado |                    | Visitante |
| ----------- | --------- | -------------- | --------- | -------------------- | --------- | ------------------ | --------- |
| 22 de junio | Houston   | Fase de grupos | México    | Bandera de México    | 1:0 (0:0) | Bandera de Jamaica | Jamaica   |
| 26 de junio | Inglewood | Fase de grupos | Venezuela | Bandera de Venezuela | 1:0 (0:0) | Bandera de México  | México    |
| 30 de junio | Glendale  | Fase de grupos | México    | Bandera de México    | 0:0       | Bandera de Ecuador | Ecuador   |

### Fase de grupos - Grupo B

#### Posiciones
| Selección | Pts | PJ | PG | PE | PP | GF | GC | Dif |
| --------- | --- | -- | -- | -- | -- | -- | -- | --- |
| Venezuela | 9   | 3  | 3  | 0  | 0  | 6  | 1  | +5  |
| Ecuador   | 4   | 3  | 1  | 1  | 1  | 4  | 3  | +1  |
| México    | 4   | 3  | 1  | 1  | 1  | 1  | 1  | 0   |
| Jamaica   | 0   | 3  | 0  | 0  | 3  | 1  | 7  | –6  |

|  | Clasificados a los cuartos de final. |

#### México vs. Jamaica
| Jornada 1; 22 de junio | México      | 1:0 (0:0) | Jamaica | NRG Stadium, Houston                                                              |                                                                                   |
| 20:00 (UTC-5)          | Arteaga 69' | Reporte   |         | Asistencia: 53 763 espectadores Árbitro(s): Ismail Elfath VAR: Armando Villarreal | Asistencia: 53 763 espectadores Árbitro(s): Ismail Elfath VAR: Armando Villarreal |

| 1          | Guardameta     | Julio González   |     |
| 2          | Defensa        | Jorge Sánchez    |     |
| 3          | Defensa        | César Montes     |     |
| 5          | Defensa        | Johan Vásquez    |     |
| 6          | Defensa        | Gerardo Arteaga  |     |
| 4          | Centrocampista | Edson Álvarez    | 30' |
| 24         | Centrocampista | Luis Chávez      | 78' |
| 15         | Centrocampista | Uriel Antuna     | 78' |
| 17         | Centrocampista | Orbelín Pineda   | 68' |
| 9          | Centrocampista | Julián Quiñones  |     |
| 11         | Delantero      | Santiago Giménez | 68' |
| Entrenador | Entrenador     | Jaime Lozano     |     |

| 23         | Guardameta     | Jahmali Waite        |     |
| 6          | Defensa        | Di'Shon Bernard      | 68' |
| 15         | Defensa        | Joel Latibeaudiere   |     |
| 5          | Defensa        | Ethan Pinnock        |     |
| 2          | Centrocampista | Dexter Lembikisa     |     |
| 10         | Centrocampista | Bobby Decordova-Reid | 80' |
| 14         | Centrocampista | Kasey Palmer         |     |
| 22         | Centrocampista | Greg Leigh           |     |
| 11         | Centrocampista | Shamar Nicholson     |     |
| 7          | Centrocampista | Demarai Gray         | 68' |
| 9          | Delantero      | Michail Antonio      | 80' |
| Entrenador | Entrenador     | Heimir Hallgrímsson  |     |

| 7  | Centrocampista | Luis Romo          | 30' |
| 8  | Centrocampista | Carlos Rodríguez   | 68' |
| 22 | Delantero      | Guillermo Martínez | 68' |
| 14 | Centrocampista | Érick Sánchez      | 78' |
| 25 | Centrocampista | Roberto Alvarado   | 78' |

| 3  | Defensa   | Michael Hector | 68' |
| 17 | Defensa   | Damion Lowe    | 68' |
| 8  | Delantero | Kaheim Dixon   | 80' |
| 20 | Delantero | Renaldo Cephas | 80' |

| Anotado | 69' | Gerardo Arteaga | 1–0 |

| Árbitro             | Ismail Elfath       |
| Árbitros asistentes | Corey Parker        |
| Árbitros asistentes | Kyle Atkins         |
| Cuarto árbitro      | Tori Penso          |
| Quinto árbitro      | Brooke Mayo         |
| VAR                 | Armando Villarreal  |
| Adicional VAR       | Tatiana Guzmán      |
| Asesor de árbitros  | Christian Schiemann |
| Quality Mánager     | Pericles Cortez     |

| 1          | Guardameta     | Julio González   |     |
| 2          | Defensa        | Jorge Sánchez    |     |
| 3          | Defensa        | César Montes     |     |
| 5          | Defensa        | Johan Vásquez    |     |
| 6          | Defensa        | Gerardo Arteaga  |     |
| 4          | Centrocampista | Edson Álvarez    | 30' |
| 24         | Centrocampista | Luis Chávez      | 78' |
| 15         | Centrocampista | Uriel Antuna     | 78' |
| 17         | Centrocampista | Orbelín Pineda   | 68' |
| 9          | Centrocampista | Julián Quiñones  |     |
| 11         | Delantero      | Santiago Giménez | 68' |
| Entrenador | Entrenador     | Jaime Lozano     |     |

| 23         | Guardameta     | Jahmali Waite        |     |
| 6          | Defensa        | Di'Shon Bernard      | 68' |
| 15         | Defensa        | Joel Latibeaudiere   |     |
| 5          | Defensa        | Ethan Pinnock        |     |
| 2          | Centrocampista | Dexter Lembikisa     |     |
| 10         | Centrocampista | Bobby Decordova-Reid | 80' |
| 14         | Centrocampista | Kasey Palmer         |     |
| 22         | Centrocampista | Greg Leigh           |     |
| 11         | Centrocampista | Shamar Nicholson     |     |
| 7          | Centrocampista | Demarai Gray         | 68' |
| 9          | Delantero      | Michail Antonio      | 80' |
| Entrenador | Entrenador     | Heimir Hallgrímsson  |     |

| 7  | Centrocampista | Luis Romo          | 30' |
| 8  | Centrocampista | Carlos Rodríguez   | 68' |
| 22 | Delantero      | Guillermo Martínez | 68' |
| 14 | Centrocampista | Érick Sánchez      | 78' |
| 25 | Centrocampista | Roberto Alvarado   | 78' |

| 3  | Defensa   | Michael Hector | 68' |
| 17 | Defensa   | Damion Lowe    | 68' |
| 8  | Delantero | Kaheim Dixon   | 80' |
| 20 | Delantero | Renaldo Cephas | 80' |

| Anotado | 69' | Gerardo Arteaga | 1–0 |

| Árbitro             | Ismail Elfath       |
| Árbitros asistentes | Corey Parker        |
| Árbitros asistentes | Kyle Atkins         |
| Cuarto árbitro      | Tori Penso          |
| Quinto árbitro      | Brooke Mayo         |
| VAR                 | Armando Villarreal  |
| Adicional VAR       | Tatiana Guzmán      |
| Asesor de árbitros  | Christian Schiemann |
| Quality Mánager     | Pericles Cortez     |

| Estadísticas      | Bandera de México | Bandera de Jamaica |
| Tiros             | 20                | 13                 |
| Tiros a puerta    | 9                 | 4                  |
| Faltas            | 8                 | 7                  |
| Saques de esquina | 7                 | 6                  |
| Penaltis          | 0                 | 0                  |
| Fueras de juego   | 1                 | 3                  |
| Posesión de balón | 61%               | 39%                |

#### Venezuela vs. México
| Jornada 2; 26 de junio | Venezuela         | 1:0 (0:0) | México | SoFi Stadium, Inglewood                                                        |                                                                                |
| 18:00 (UTC-7)          | Rondón 57' (pen.) | Reporte   |        | Asistencia: 72 773 espectadores Árbitro(s): Raphael Claus VAR: Pablo Gonçalves | Asistencia: 72 773 espectadores Árbitro(s): Raphael Claus VAR: Pablo Gonçalves |

| 22         | Guardameta     | Rafael Romo        |     |
| 4          | Defensa        | Jon Aramburu       |     |
| 3          | Defensa        | Yordan Osorio      |     |
| 2          | Defensa        | Nahuel Ferraresi   |     |
| 15         | Defensa        | Miguel Navarro     |     |
| 13         | Centrocampista | José Martínez      | 89' |
| 6          | Centrocampista | Yangel Herrera     |     |
| 7          | Centrocampista | Jefferson Savarino | 46' |
| 25         | Centrocampista | Eduard Bello       | 71' |
| 10         | Centrocampista | Yeferson Soteldo   | 82' |
| 23         | Delantero      | Salomón Rondón     | 82' |
| Entrenador | Entrenador     | Fernando Batista   |     |

| 1          | Guardameta     | Julio González   |     |
| 2          | Defensa        | Jorge Sánchez    |     |
| 3          | Defensa        | César Montes     | 46' |
| 5          | Defensa        | Johan Vásquez    |     |
| 6          | Defensa        | Gerardo Arteaga  |     |
| 8          | Centrocampista | Charly Rodríguez | 61' |
| 24         | Centrocampista | Luis Chávez      |     |
| 15         | Centrocampista | Uriel Antuna     | 73' |
| 7          | Centrocampista | Luis Romo        |     |
| 9          | Centrocampista | Julián Quiñones  | 78' |
| 11         | Delantero      | Santiago Giménez | 61' |
| Entrenador | Entrenador     | Jaime Lozano     |     |

| 18 | Centrocampista | Cristian Cásseres Jr. | 46' |
| 11 | Delantero      | Darwin Machís         | 71' |
| 9  | Delantero      | Jhonder Cádiz         | 82' |
| 20 | Defensa        | Wilker Ángel          | 82' |
| 14 | Centrocampista | Christian Makoun      | 89' |

| 19 | Defensa        | Israel Reyes       | 46' |
| 10 | Delantero      | Alexis Vega        | 61' |
| 22 | Delantero      | Guillermo Martínez | 61' |
| 21 | Delantero      | César Huerta       | 73' |
| 17 | Centrocampista | Orbelín Pineda     | 78' |

| Anotado · Penal | 57' | Salomón Rondón | 1–0 |

| Amonestado | 34' | Nahuel Ferraresi |
| Amonestado | 64' | Miguel Navarro   |

| Amonestado | 39' | Santiago Giménez |
| Amonestado | 64' | Alexis Vega      |

| Árbitro             | Raphael Claus       |
| Árbitros asistentes | Danilo Manis        |
| Árbitros asistentes | Rodrigo Correa      |
| Cuarto árbitro      | Wilton Sampaio      |
| Quinto árbitro      | Bruno Pires         |
| VAR                 | Pablo Gonçalves     |
| Adicional VAR       | Eduardo Britos      |
| Asesor de árbitros  | Christian Schiemann |
| Quality Mánager     | Víctor Carrillo     |

| 22         | Guardameta     | Rafael Romo        |     |
| 4          | Defensa        | Jon Aramburu       |     |
| 3          | Defensa        | Yordan Osorio      |     |
| 2          | Defensa        | Nahuel Ferraresi   |     |
| 15         | Defensa        | Miguel Navarro     |     |
| 13         | Centrocampista | José Martínez      | 89' |
| 6          | Centrocampista | Yangel Herrera     |     |
| 7          | Centrocampista | Jefferson Savarino | 46' |
| 25         | Centrocampista | Eduard Bello       | 71' |
| 10         | Centrocampista | Yeferson Soteldo   | 82' |
| 23         | Delantero      | Salomón Rondón     | 82' |
| Entrenador | Entrenador     | Fernando Batista   |     |

| 1          | Guardameta     | Julio González   |     |
| 2          | Defensa        | Jorge Sánchez    |     |
| 3          | Defensa        | César Montes     | 46' |
| 5          | Defensa        | Johan Vásquez    |     |
| 6          | Defensa        | Gerardo Arteaga  |     |
| 8          | Centrocampista | Charly Rodríguez | 61' |
| 24         | Centrocampista | Luis Chávez      |     |
| 15         | Centrocampista | Uriel Antuna     | 73' |
| 7          | Centrocampista | Luis Romo        |     |
| 9          | Centrocampista | Julián Quiñones  | 78' |
| 11         | Delantero      | Santiago Giménez | 61' |
| Entrenador | Entrenador     | Jaime Lozano     |     |

| 18 | Centrocampista | Cristian Cásseres Jr. | 46' |
| 11 | Delantero      | Darwin Machís         | 71' |
| 9  | Delantero      | Jhonder Cádiz         | 82' |
| 20 | Defensa        | Wilker Ángel          | 82' |
| 14 | Centrocampista | Christian Makoun      | 89' |

| 19 | Defensa        | Israel Reyes       | 46' |
| 10 | Delantero      | Alexis Vega        | 61' |
| 22 | Delantero      | Guillermo Martínez | 61' |
| 21 | Delantero      | César Huerta       | 73' |
| 17 | Centrocampista | Orbelín Pineda     | 78' |

| Anotado · Penal | 57' | Salomón Rondón | 1–0 |

| Amonestado | 34' | Nahuel Ferraresi |
| Amonestado | 64' | Miguel Navarro   |

| Amonestado | 39' | Santiago Giménez |
| Amonestado | 64' | Alexis Vega      |

| Árbitro             | Raphael Claus       |
| Árbitros asistentes | Danilo Manis        |
| Árbitros asistentes | Rodrigo Correa      |
| Cuarto árbitro      | Wilton Sampaio      |
| Quinto árbitro      | Bruno Pires         |
| VAR                 | Pablo Gonçalves     |
| Adicional VAR       | Eduardo Britos      |
| Asesor de árbitros  | Christian Schiemann |
| Quality Mánager     | Víctor Carrillo     |

| Estadísticas      | Bandera de Venezuela | Bandera de México |
| Tiros             | 10                   | 17                |
| Tiros a puerta    | 2                    | 5                 |
| Faltas            | 7                    | 12                |
| Saques de esquina | 2                    | 7                 |
| Penaltis          | 1                    | 1                 |
| Fueras de juego   | 4                    | 2                 |
| Posesión de balón | 39%                  | 61%               |

#### México vs. Ecuador
| Jornada 3; 30 de junio | México | 0:0     | Ecuador | State Farm Stadium, Glendale                                                 |                                                                              |
| 17:00 (UTC-7)          |        | Reporte |         | Asistencia: 62 595 espectadores Árbitro(s): Mario Escobar VAR: Silvio Trucco | Asistencia: 62 595 espectadores Árbitro(s): Mario Escobar VAR: Silvio Trucco |

| 1          | Guardameta     | Julio González   |     |
| 2          | Defensa        | Jorge Sánchez    |     |
| 3          | Defensa        | César Montes     |     |
| 5          | Defensa        | Johan Vásquez    |     |
| 6          | Defensa        | Gerardo Arteaga  | 90' |
| 17         | Centrocampista | Orbelín Pineda   | 67' |
| 7          | Centrocampista | Luis Romo        | 85' |
| 24         | Centrocampista | Luis Chávez      |     |
| 21         | Delantero      | César Huerta     | 67' |
| 11         | Delantero      | Santiago Giménez |     |
| 9          | Delantero      | Julián Quiñones  | 86' |
| Entrenador | Entrenador     | Jaime Lozano     |     |

| 22         | Guardameta     | Alexander Domínguez |       |
| 17         | Defensa        | Angelo Preciado     | 90+1' |
| 2          | Defensa        | Félix Torres        |       |
| 6          | Defensa        | Willian Pacho       |       |
| 3          | Defensa        | Piero Hincapié      |       |
| 21         | Centrocampista | Alan Franco         |       |
| 23         | Centrocampista | Moisés Caicedo      |       |
| 10         | Centrocampista | Kendry Páez         | 67'   |
| 16         | Centrocampista | Jeremy Sarmiento    | 76'   |
| 11         | Delantero      | Kevin Rodríguez     | 76'   |
| 13         | Delantero      | Enner Valencia      |       |
| Entrenador | Entrenador     | Félix Sánchez Bas   |       |

| 15 | Delantero      | Uriel Antuna       | 67' |
| 22 | Delantero      | Guillermo Martínez | 67' |
| 14 | Centrocampista | Érick Sánchez      | 85' |
| 16 | Centrocampista | Jordi Cortizo      | 86' |
| 10 | Delantero      | Alexis Vega        | 90' |

| 14 | Delantero      | Alan Minda    | 67'   |
| 8  | Centrocampista | Carlos Gruezo | 76'   |
| 15 | Centrocampista | Ángel Mena    | 76'   |
| 24 | Defensa        | José Hurtado  | 90+1' |

| Amonestado | 6'    | César Montes  |
| Amonestado | 50'   | Jorge Sánchez |
| Amonestado | 73'   | Luis Chávez   |
| Amonestado | 82'   | Johan Vásquez |
| Amonestado | 90+4' | Uriel Antuna  |

| Amonestado | 43' | Moisés Caicedo |

| Árbitro             | Mario Escobar    |
| Árbitros asistentes | Luis Ventura     |
| Árbitros asistentes | Brooke Mayo      |
| Cuarto árbitro      | Tori Penso       |
| Quinto árbitro      | Kathryn Nesbitt  |
| VAR                 | Silvio Trucco    |
| Adicional VAR       | Rodrigo Carvajal |
| Asesor de árbitros  | Gregory Barkey   |
| Quality Mánager     | Gustavo Rossi    |

| 1          | Guardameta     | Julio González   |     |
| 2          | Defensa        | Jorge Sánchez    |     |
| 3          | Defensa        | César Montes     |     |
| 5          | Defensa        | Johan Vásquez    |     |
| 6          | Defensa        | Gerardo Arteaga  | 90' |
| 17         | Centrocampista | Orbelín Pineda   | 67' |
| 7          | Centrocampista | Luis Romo        | 85' |
| 24         | Centrocampista | Luis Chávez      |     |
| 21         | Delantero      | César Huerta     | 67' |
| 11         | Delantero      | Santiago Giménez |     |
| 9          | Delantero      | Julián Quiñones  | 86' |
| Entrenador | Entrenador     | Jaime Lozano     |     |

| 22         | Guardameta     | Alexander Domínguez |       |
| 17         | Defensa        | Angelo Preciado     | 90+1' |
| 2          | Defensa        | Félix Torres        |       |
| 6          | Defensa        | Willian Pacho       |       |
| 3          | Defensa        | Piero Hincapié      |       |
| 21         | Centrocampista | Alan Franco         |       |
| 23         | Centrocampista | Moisés Caicedo      |       |
| 10         | Centrocampista | Kendry Páez         | 67'   |
| 16         | Centrocampista | Jeremy Sarmiento    | 76'   |
| 11         | Delantero      | Kevin Rodríguez     | 76'   |
| 13         | Delantero      | Enner Valencia      |       |
| Entrenador | Entrenador     | Félix Sánchez Bas   |       |

| 15 | Delantero      | Uriel Antuna       | 67' |
| 22 | Delantero      | Guillermo Martínez | 67' |
| 14 | Centrocampista | Érick Sánchez      | 85' |
| 16 | Centrocampista | Jordi Cortizo      | 86' |
| 10 | Delantero      | Alexis Vega        | 90' |

| 14 | Delantero      | Alan Minda    | 67'   |
| 8  | Centrocampista | Carlos Gruezo | 76'   |
| 15 | Centrocampista | Ángel Mena    | 76'   |
| 24 | Defensa        | José Hurtado  | 90+1' |

| Amonestado | 6'    | César Montes  |
| Amonestado | 50'   | Jorge Sánchez |
| Amonestado | 73'   | Luis Chávez   |
| Amonestado | 82'   | Johan Vásquez |
| Amonestado | 90+4' | Uriel Antuna  |

| Amonestado | 43' | Moisés Caicedo |

| Árbitro             | Mario Escobar    |
| Árbitros asistentes | Luis Ventura     |
| Árbitros asistentes | Brooke Mayo      |
| Cuarto árbitro      | Tori Penso       |
| Quinto árbitro      | Kathryn Nesbitt  |
| VAR                 | Silvio Trucco    |
| Adicional VAR       | Rodrigo Carvajal |
| Asesor de árbitros  | Gregory Barkey   |
| Quality Mánager     | Gustavo Rossi    |

| Estadísticas      | Bandera de México | Bandera de Ecuador |
| Tiros             | 19                | 9                  |
| Tiros a puerta    | 3                 | 3                  |
| Faltas            | 16                | 12                 |
| Saques de esquina | 5                 | 2                  |
| Penaltis          | 0                 | 0                  |
| Fueras de juego   | 2                 | 2                  |
| Posesión de balón | 60%               | 40%                |

## Estadísticas

### Participación de jugadores
| N.° | Pos        | Jugador        | PJ | Minutos jugados | Goles recibidos | Atajos | Tarjetas amarillas | Doble tarjeta amarilla y roja | Tarjetas rojas |
| --- | ---------- | -------------- | -- | --------------- | --------------- | ------ | ------------------ | ----------------------------- | -------------- |
| 1   | Guardameta | Julio González | 3  | 270             | 1               | 8      | 0                  | 0                             | 0              |
| 12  | Guardameta | Carlos Acevedo | 0  | 0               | 0               | 0      | 0                  | 0                             | 0              |
| 23  | Guardameta | Raúl Rangel    | 0  | 0               | 0               | 0      | 0                  | 0                             | 0              |

| N.° | Pos            | Jugador               | PJ | Minutos jugados | Goles | Asistencias | Tarjetas Amarillas | Doble tarjeta amarilla y roja | Tarjetas rojas |
| --- | -------------- | --------------------- | -- | --------------- | ----- | ----------- | ------------------ | ----------------------------- | -------------- |
| 2   | Defensa        | Jorge Sánchez         | 3  | 270             | 0     | 0           | 1                  | 0                             | 0              |
| 3   | Defensa        | César Montes          | 3  | 226             | 0     | 0           | 1                  | 0                             | 0              |
| 4   | Centrocampista | Edson Álvarez         | 1  | 30              | 0     | 0           | 0                  | 0                             | 0              |
| 5   | Defensa        | Johan Vásquez         | 3  | 270             | 0     | 0           | 1                  | 0                             | 0              |
| 6   | Defensa        | Gerardo Arteaga       | 3  | 270             | 1     | 0           | 0                  | 0                             | 0              |
| 7   | Centrocampista | Luis Romo             | 3  | 235             | 0     | 1           | 0                  | 0                             | 0              |
| 8   | Centrocampista | Charly Rodríguez      | 2  | 83              | 0     | 0           | 0                  | 0                             | 0              |
| 9   | Delantero      | Julián Quiñones       | 3  | 254             | 0     | 0           | 0                  | 0                             | 0              |
| 10  | Delantero      | Alexis Vega           | 2  | 29              | 0     | 0           | 1                  | 0                             | 0              |
| 11  | Delantero      | Santiago Giménez      | 3  | 219             | 0     | 0           | 1                  | 0                             | 0              |
| 13  | Defensa        | Jesús Orozco Chiquete | 0  | 0               | 0     | 0           | 0                  | 0                             | 0              |
| 14  | Centrocampista | Érick Sánchez         | 2  | 17              | 0     | 0           | 0                  | 0                             | 0              |
| 15  | Delantero      | Uriel Antuna          | 3  | 174             | 0     | 0           | 1                  | 0                             | 0              |
| 16  | Delantero      | Jordi Cortizo         | 1  | 4               | 0     | 0           | 0                  | 0                             | 0              |
| 17  | Centrocampista | Orbelín Pineda        | 3  | 147             | 0     | 0           | 0                  | 0                             | 0              |
| 18  | Delantero      | Marcelo Flores        | 0  | 0               | 0     | 0           | 0                  | 0                             | 0              |
| 19  | Defensa        | Israel Reyes          | 1  | 44              | 0     | 0           | 0                  | 0                             | 0              |
| 20  | Defensa        | Brian García          | 0  | 0               | 0     | 0           | 0                  | 0                             | 0              |
| 21  | Delantero      | César Huerta          | 2  | 84              | 0     | 0           | 0                  | 0                             | 0              |
| 22  | Delantero      | Guillermo Martínez    | 3  | 74              | 0     | 0           | 0                  | 0                             | 0              |
| 24  | Centrocampista | Luis Chávez           | 3  | 258             | 0     | 0           | 1                  | 0                             | 0              |
| 25  | Centrocampista | Roberto Alvarado      | 1  | 12              | 0     | 0           | 0                  | 0                             | 0              |
| 26  | Defensa        | Bryan González        | 0  | 0               | 0     | 0           | 0                  | 0                             | 0              |

### Goleadores
| N.°   | Jugador         | Anotado | PJ | Prom. | Jugada | Cabeza | TL | Penal |
| ----- | --------------- | ------- | -- | ----- | ------ | ------ | -- | ----- |
| 1     | Gerardo Arteaga | 1       | 3  | 0.33  | 1      | 0      | 0  | 0     |
| Total | Total           | 1       | 3  | 0.33  | 1      | 0      | 0  | 0     |

### Asistencias
| N.°   | Jugador   | Asistencia | Jugada | Cabeza | TL | SdE |
| ----- | --------- | ---------- | ------ | ------ | -- | --- |
| 1     | Luis Romo | 1          | 1      | 0      | 0  | 0   |
| Total | Total     | 1          | 1      | 0      | 0  | 0   |

### Sanciones disciplinarias
| N.°   | Jugador          | Amonestado | Otorgado · Expulsado | Expulsado | Sanción |
| ----- | ---------------- | ---------- | -------------------- | --------- | ------- |
| 1     | Alexis Vega      | 1          | 0                    | 0         |         |
| 1     | Santiago Giménez | 1          | 0                    | 0         |         |
| 1     | Jorge Sánchez    | 1          | 0                    | 0         |         |
| 1     | César Montes     | 1          | 0                    | 0         |         |
| 1     | Johan Vásquez    | 1          | 0                    | 0         |         |
| 1     | Luis Chávez      | 1          | 0                    | 0         |         |
| 1     | Uriel Antuna     | 1          | 0                    | 0         |         |
| Total | Total            | 7          | 0                    | 0         |         |